# Edgar Chinchilla
Edgar David Chinchilla López (Città del Guatemala, 8 maggio 1987) è un calciatore guatemalteco, attaccante dello Xelajú.